# Lancer du javelot féminin aux Jeux olympiques d'été de 2020
 (août 2024).
Pour des articles plus généraux, voir Athlétisme aux Jeux olympiques d'été de 2020 et Lancer du javelot aux Jeux olympiques.
Navigation
Rio 2016 Paris 2024
L'épreuve du lancer du javelot féminin aux Jeux olympiques de 2020 se déroule les 3 et 6 août 2021 au Stade olympique national de Tokyo, au Japon.

## Records
Avant cette compétition, les records dans cette discipline étaient les suivants : 
| Record du monde  | Barbora Špotáková (CZE)   | 72,28 m | Stuttgart | 13 septembre 2008 |
| Record olympique | Olisdeilys Menéndez (CUB) | 71,53 m | Athènes   | 27 août 2004      |

## Résultats

### Finale
| Rang               | Athlète           | Pays       | Essais | Essais | Essais | Essais | Essais | Essais | Marque | Notes |
| Rang               | Athlète           | Pays       | 1      | 2      | 3      | 4      | 5      | 6      | Marque | Notes |
| ------------------ | ----------------- | ---------- | ------ | ------ | ------ | ------ | ------ | ------ | ------ | ----- |
| Médaille d'or      | Liu Shiying       | Chine      | 66,34  | x      | 63,40  | x      | —      | —      | 66,34  | SB    |
| Médaille d'argent  | Maria Andrejczyk  | Pologne    | 62,56  | 64,61  | 61,03  | 63,62  | 64,45  | 59,31  | 64,61  |       |
| Médaille de bronze | Kelsey-Lee Barber | Australie  | 61,98  | 63,69  | 63,34  | 64,04  | 58,85  | 64,56  | 64,56  | SB    |
| 4                  | Eda Tuğsuz        | Turquie    | x      | x      | 62,13  | 62,17  | 63,35  | 64,00  | 64,00  | SB    |
| 5                  | Lü Huihui         | Chine      | 62,83  | 63,11  | 63,41  | 61,85  | 59,54  | 59,44  | 63,41  |       |
| 6                  | Kathryn Mitchell  | Australie  | 61,82  | 61,66  | 60,08  | x      | x      | x      | 61,82  |       |
| 7                  | Liveta Jasiūnaitė | Lituanie   | 60,06  | 58,66  | 59,09  | 55,64  | 58,39  | x      | 60,06  |       |
| 8                  | Mackenzie Little  | Australie  | 59,96  | 57,80  | 55,47  | 54,76  | 54,94  | 54,51  | 59,96  |       |
| 9                  | Christin Hussong  | Allemagne  | 59,94  | 59,18  | 59,61  |        |        |        | 59,94  |       |
| 10                 | Maggie Malone     | États-Unis | 53,88  | 59,82  | 58,88  |        |        |        | 59,82  |       |
| 11                 | Madara Palameika  | Lettonie   | x      | 54,30  | 58,70  |        |        |        | 58,70  |       |
| 12                 | Haruka Kitaguchi  | Japon      | 53,45  | x      | 55,42  |        |        |        | 55,42  |       |

### Qualifications
Qualification : 63,00 m (Q) ou les 12 meilleures performances (q).
| Rang | Groupe | Athlète               | Pays           | #1    | #2    | #3    | Temps | Notes |
| ---- | ------ | --------------------- | -------------- | ----- | ----- | ----- | ----- | ----- |
| 1    | A      | Maria Andrejczyk      | Pologne        | 65,24 |       |       | 65,24 | Q     |
| 2    | B      | Maggie Malone         | États-Unis     | 63,07 |       |       | 63,07 | Q     |
| 3    | B      | Kelsey-Lee Barber     | Australie      | 51,27 | 53,82 | 62,59 | 62,59 | q, SB |
| 4    | A      | Mackenzie Little      | Australie      | 62,37 | 58,94 | 53,57 | 62,37 | q, PB |
| 5    | B      | Eda Tuğsuz            | Turquie        | x     | 62,31 | x     | 62,31 | q, SB |
| 6    | B      | Haruka Kitaguchi      | Japon          | 62,06 | 59,55 | x     | 62,06 | q, SB |
| 7    | A      | Lü Huihui             | Chine          | 59,22 | 57,20 | 61,99 | 61,99 | q     |
| 8    | B      | Liveta Jasiūnaitė     | Lituanie       | 61,96 | 58,74 | 60,76 | 61,96 | q     |
| 9    | B      | Liu Shiying           | Chine          | 61,95 | 60,68 | 59,76 | 61,95 | q     |
| 10   | B      | Kathryn Mitchell      | Australie      | x     | x     | 61,85 | 61,85 | q     |
| 11   | B      | Christin Hussong      | Allemagne      | 59,19 | 61,68 | 58,06 | 61,68 | q     |
| 12   | A      | Madara Palameika      | Lettonie       | 60,30 | 59,85 | 60,94 | 60,94 | q, SB |
| 13   | A      | Tatsiana Khaladovich  | Biélorussie    | 60,78 | x     | 58,93 | 60,78 |       |
| 14   | B      | Barbora Špotáková     | Tchéquie       | x     | 60,52 | 57,44 | 60,52 |       |
| 15   | A      | Jucilene de Lima      | Brésil         | x     | 60,14 | 58,79 | 60,14 |       |
| 16   | A      | Nikola Ogrodníková    | Tchéquie       | x     | 60,03 | 57,41 | 60,03 |       |
| 17   | A      | Kara Winger           | États-Unis     | 57,95 | 59,71 | 58,51 | 59,71 |       |
| 18   | B      | Laila Ferrer          | Brésil         | 59,47 | 56,81 | 57,61 | 59,47 |       |
| 19   | B      | Irena Gillarová       | Tchéquie       | x     | 59,16 | x     | 59,16 | SB    |
| 20   | A      | Marija Vučenović      | Serbie         | 54,61 | 57,73 | 58,93 | 58,93 |       |
| 21   | B      | Victoria Hudson       | Autriche       | 56,55 | 58,60 | x     | 58,60 |       |
| 22   | A      | Anete Kociņa          | Lettonie       | x     | 58,84 | 57,68 | 58,84 |       |
| 23   | A      | Elizabeth Gleadle     | Canada         | x     | 55,70 | 58,19 | 58,19 |       |
| 24   | B      | Jo-Ane van Dyk        | Afrique du Sud | 55,31 | 55,43 | 57,69 | 57,69 |       |
| 25   | A      | Réka Szilágyi         | Hongrie        | 57,39 | 57,22 | 55,82 | 57,39 |       |
| 26   | B      | Līna Mūze             | Lettonie       | 54,03 | 53,10 | 57,33 | 57,33 |       |
| 27   | A      | María Lucelly Murillo | Colombie       | 49,48 | 54,98 | x     | 54,98 |       |
| 27   | B      | Ariana Ince           | États-Unis     | x     | 53,21 | 54,98 | 54,98 |       |
| 29   | A      | Annu Rani             | Inde           | 50,35 | 53,19 | 54,04 | 54,04 |       |
| –    | A      | Sara Kolak            | Croatie        | x     | x     | x     | NM    |       |

## Légende
Records et Performances
- AR : Record continental (area record)
- CR : Record des championnats (championship record)
- MR : Record du meeting (meet record)
- NR : Record national (national record)
- OR : Record olympique (olympic record)
- PR : Record paralympique (paralympic record)
- PB : Record personnel (personal best)
- SB : Meilleure performance personnelle de la saison (season's best)
- WL : Meilleure performance mondiale de l'année (world leader)
- WJR : Record du monde junior (world junior record)
- WR : Record du monde (world record)

Circonstances et Conditions
- DNF : N'a pas terminé (did not finish)
- DNS : N'a pas pris le départ (did not start)
- DQ : Disqualification (disqualification)
- NM : Aucun essai valable enregistré (No Mark)
- Q : Qualifié « directement » au prochain tour (ou à la prochaine compétition), lors d'une compétition majeure, grâce au classement ou à la réalisation des minima (automatic qualifier)
- q : Qualifié au prochain tour (ou à la prochaine compétition), lors d'une compétition majeure, grâce au repêchage ou à la réalisation de l'une des meilleures performances parmi celles des « non qualifiés directement » (grâce au meilleur temps ou à la meilleure distance par exemple) (secondary qualifier)